# 森本草介
森本 草介（もりもと そうすけ、1937年8月14日 - 2015年10月1日）は、日本の洋画家である。

## 生い立ち
1937年（昭和12年）、画家・森本仁平の長男として朝鮮全羅北道に生まれる。アジア・太平洋戦争中の1943年（昭和18年）に内地へ帰ったものの再度朝鮮へ戻り、1945年（昭和20年）に日本が敗戦すると、一家での逃避行を強いられた。岩手・東京で育つ。子の森本純（1970-　）も画家で美人画を描く。

## 経歴
1951年（昭和26年）墨田区立堅川中学校へ転入学。
1958年（昭和33年）、東京芸術大学絵画科油画専攻に入学し、在学中の1961年（昭和36年）に安宅賞を受賞した。1962年（昭和37年）に大学を卒業すると専攻科に進んで翌年に修了、東京芸術大学の助手となった。
1963年（昭和38年）国画会第37回展に初出品し、初入選。1966年（昭和41年）には国画賞を受賞、助手職を辞した。
1969年（昭和44年）、国画会会員に推挙される。
1969年（昭和44年）、「十騎会」の結成に加わる。静物画、風景画に、精密な画法で評価を得るが、1979年（昭和54年）頃、女性画のモデルを発見、以後このモデルを使って裸婦、着衣婦人画を数多く制作する。
森本の作品の最大の収集者は、千葉県千葉市のホキ美術館であり、同館には森本の作品36点が収蔵・展示されている。
2015年（平成27年）10月1日、心不全のため千葉県鎌ケ谷市の自宅にて死去。78歳没。

## 画集
- 『森本草介展図録』（日動画廊、1977年）
- 『森本草介画集』（講談社、1984年）
- 『森本草介画集』（求龍堂、1995年）
- 『光の方へ 森本草介（画集）』（求龍堂、2012年）